# A Desperate Adventure
A Desperate Adventure er en amerikansk stumfilm fra 1924 af J. P. McGowan.

## Medvirkende
- Franklyn Farnum
- Marie Walcamp
- Priscilla Bonner